# 90481 Wollstonecraft
90481 Wollstonecraft este un asteroid din centura principală de asteroizi.

## Descriere
90481 Wollstonecraft este un asteroid din centura principală de asteroizi. A fost descoperit pe 16 februarie 2004 la Needville de Joseph A. Dellinger și Don J. Wells. Asteroidul prezintă o orbită caracterizată de o semiaxă mare de 2,80 ua, o excentricitate de 0,24 și o înclinație de 9,1° în raport cu ecliptica.